# NGC 1207
NGC 1207 في الفهرس العام الجديد، هي مجرة، تقع في كوكبة حامل رأس الغول. اكتشفت في 18 أكتوبر 1786 بواسطة ويليام هيرشل.

## روابط خارجية
- NGC 1207 على موقع ويكي سكاي: DSS2, SDSS, GALEX, IRAS, Hydrogen α, X-Ray, Astrophoto, Sky Map, Articles and images